# Yves Tomić
Yves Tomić (* 1968 in Novi Sad) ist ein französischer Historiker.
Tomić arbeitet hauptsächlich über die Geschichte Jugoslawiens. Er berät den Internationalen Strafgerichtshof für das ehemalige Jugoslawien im Prozess gegen Vojislav Šešelj.
Tomić lebt in Paris.

## Schriften
- La Serbie du prince Miloš à Milošević. Peter Lang, Brüssel 2003, ISBN 90-5201-203-2.

| Personendaten    | Personendaten                                                                         |
| ---------------- | ------------------------------------------------------------------------------------- |
| NAME             | Tomić, Yves                                                                           |
| KURZBESCHREIBUNG | französischer Historiker, der hauptsächlich über die Geschichte Jugoslawiens arbeitet |
| GEBURTSDATUM     | 1968                                                                                  |
| GEBURTSORT       | Novi Sad                                                                              |